# Huluskogen
Huluskogen este o arie protejată (arie specială de conservare — SAC, sit de importanță comunitară — SCI) din Suedia întinsă pe o suprafață de 39,1 ha, integral pe uscat.

## Localizare
Centrul sitului Huluskogen este situat la coordonatele 58°03′57″N 14°36′48″E / 58.0657°N 14.6134°E.

## Înființare
Situl Huluskogen a fost declarat sit de importanță comunitară în ianuarie 1997 pentru a proteja 1 specie de plante și 2 specii de animale. Situl a fost protejat și ca arie specială de conservare în martie 2011.

## Biodiversitate
Situată în ecoregiunea boreală, aria protejată conține 1 habitat natural: Taiga vestică.
La baza desemnării sitului se află mai multe specii protejate:
- plante (1): Buxbaumia viridis
- amfibieni (1): triton cu creastă (Triturus cristatus)
- nevertebrate (1): libelule (Leucorrhinia pectoralis)